# فيليبي باردو
إدغار فيليبي باردو كاسترو (بالإسبانية: Édgar Felipe Pardo Castro)‏ هو لاعب كرة قدم كولومبي في مركز الهجوم ولد في يوم 17 أغسطس 1990 في مدينة كيبدو في كولومبيا، يلعب حالياً مع نادي نانت كمعار من نادي أولمبياكوس وسبق له اللعب مع سبورتينغ براغا وإنديبندينتي ميديلين وديبورتيفو كالي وأتلتيكو هويلا، في سنة 2015 بدأ باللعب مع منتخب كولومبيا لكرة القدم ويبلغ طوله 178 سم.

## مسيرته الكروية
لعب فيليبي باردو خلال مسيرته الاحترافية مع 7 أندية في ثمانية عشر موسمًا وسجل خلالها 51 هدفًا ضمن 335 مباراة. ولم يفز بأي موسم بالكأس وفاز في ثلاثة مواسم بالدوري.
خاض فيليبي باردو مسيرته مع نادي أتليتيكو هويلا في عامي 2007-2009 ولمدة موسمين، مشاركًا في 34 مباراة سجل خلالها 8 أهداف. ثم انتقل إلى نادي إنديبندينتي ميديلين في موسم 2009 ليلعب معه خمسة مواسم، حيث شارك في 129 مباراة سجل خلالها 14 هدفًا. لينتقل بعدها إلى نادي سبورتينغ براغا في موسم 2013–14 ولمدة موسمين، مشاركًا في 55 مباراة سجل خلالها 14 هدفًا أيضًا. ثم انتقل إلى نادي أولمبياكوس في موسم 2015–16 في المرة الأولى ولمدة موسمين ثم في موسم 2017–18 ولمدة موسمين، مشاركًا طوالها في 48 مباراة سجل خلالها 6 أهداف. هذا وانتقل لاحقًا إلى نادي نانت في موسم 2016–17 لمدة موسم واحد، مشاركًا في 13 مباراة سجل خلالها هدفًا واحدًا. ثم انتقل بعدها إلى نادي تولوكا في موسم 2018–19 ولمدة موسمين، مشاركًا في 37 مباراة سجل خلالها 6 أهداف.

## روابط خارجية
- فيليبي باردو على موقع الاتحاد الأوربي (الإنجليزية)
- فيليبي باردو على موقع إي إس بي إن إف سي (الإنجليزية)
- فيليبي باردو على موقع قاعدة بيانات كرة القدم.إي يو (الإنجليزية)
- فيليبي باردو على موقع ناشيونال فوتبول تيمز (الإنجليزية)
- فيليبي باردو على موقع Soccerway.com (الإنجليزية)
- فيليبي باردو على موقع عالم كرة القدم.نت (الإنجليزية)
- فيليبي باردو على موقع AS.com (الإسبانية)